# Finn McGill
Finn McGill é um surfista profissional júnior da ilha havaiana de Oahu. Ele foi classificado como o surfista júnior nº 115 do mundo pela Association of Surfing Professionals em 2014. Sua irmã, Dax McGill, também é surfista profissional. Em 2011, Finn venceu a competição da National Scholastic Surfing Association para sua faixa etária.
Em 12 de dezembro, Finn McGill se tornou o competidor mais jovem a vencer o Pipeline Invitational aos 16 anos e conquistou uma vaga no Pipeline Masters.